# Apocalypse of Ice – Die letzte Zuflucht
Apocalypse of Ice – Die letzte Zuflucht (Originaltitel Apocalypse of Ice) ist ein US-amerikanischer Katastrophenfilm aus dem Jahr 2020 von Maximilian Elfeldt, der auch für den Filmschnitt verantwortlich war. Produziert wurde der Film von The Asylum.

## Handlung
Am Nordpol stellen Reggie und seine Kollegin Joe aufgrund ins Meer stürzender Gletscher eine Übersüßung der Meere fest. Kurz bevor sie gemeinsam ihre Forschungsergebnisse weitergeben können, werden sie von einer Eiswand heimgesucht, weswegen sie die Forschungseinrichtung evakuieren müssen. Draußen stürzt Joe zu Tode.
Reggie kontaktiert, als die Eiswand vorbeigezogen ist, seinen alten Freund Professor Loren, um ihm seine Forschungsergebnisse zu präsentieren. Seine Mitarbeiter, Virologin Jill und ihr Kollege Oscar Quinnton, befinden sich gerade in der abschließenden Testphase für einen Impfstoff, da die Menschheit vereint gegen eine Virus-Pandemie ankommen muss, die sich rasch über die Erde ausbreitet. Oscar bestätigt die Ergebnisse vom Nordpol, da viele Meerestiere in letzter Zeit infolge des zu hohen Anteils von Süßwasser verendet sind. Ein gigantischer Polarwirbel droht demnach, die Erde mit Temperaturen von fast −100 °C einzufrieren. Da Loren sich sicher ist, dass der Klimawandel unvermeidbar ist, will er die letzten Tage mit seiner Familie verbringen und lässt seine Kollegen in Stich.
Andernorts ist Sara, Jills Schwester, dabei, ihren Bruder Mike und dessen Verlobte Andrea vom Flughafen abzuholen und fragt Jill, ob sie die Tage auch mit ihnen verbringen will. Jill lehnt ab und entscheidet sich dafür, gemeinsam mit Oscar Ecuador zu erreichen, um dort in der Wärme mit der Herstellung des Impfstoffes zu beginnen, dessen Prototyp sie mit sich führen. Aufgrund der von beiden Polen ausgehenden Polarwirbel wurde kalkuliert, dass wenige 100 Kilometer in Äquatornähe von der extremen Kälte verschont bleiben. Da aufgrund der Wetterlage GPS nicht funktioniert, führt Reggie sie über Funk durch das Unwetter.
Währenddessen stürzt das Flugzeug durch einen Turbinenausfall wegen der Kälte ab. Mike und Andrea überleben und kommen zu sich. Außer der Stewardess Erica scheint die übrige Besatzung tot zu sein. Erica berichtet allerdings, dass die Überlebenden das Flugzeug bereits verlassen hätten und sie zurückgelassen wurden. Andrea versorgt die beiden Verletzten und beginnt damit, den zugefrorenen Ausgang freizulegen. Auch Sara nähert sich der Unfallstelle und kann sie orten, da sie die Musik aus dem Flugzeug hört, die der Komponist Mike über sein Handy abspielt. Erica ermutigt die beiden, das Flugzeug zu plündern. Mike befüllt daraufhin seine Taschen mit Bengalos. Kurz vor ihrer erfolgreichen Bergung stirbt Erica an ihren Verletzungen.
Wegen der Wetterlage kommen Jill und Oscar nur langsam voran und müssen nun schneller fahren, da sich laut Reggie bald eine zweite Eiswand bilden werde. Wegen Glätte kommen sie von der Fahrbahn ab und stürzen im Auto eine Klippe hinab. Neben dem Verlust ihres Autos hat auch Oscar Verletzungen zu beklagen. Sie kommen nach einem Fußmarsch an ein Haus, in dem sie vom bewaffneten Robert unfreundlich empfangen werden. Der Eigentümer des Hauses warnt sie davor zu plündern und sagt ihnen, seine Frau habe sich mit dem Virus infiziert. Erst als sie ihm den Prototyp des Impfstoffes zeigen und so widerlegen können, dass sie Plünderer sind, erhalten sie Hilfe. Roberts Frau ist Tierärztin und er half ihr bei Operationen. Daher näht und versorgt Robert Oscars Verletzungen. Das beim Sturz beschädigte Walkie Talkie können sie in Roberts Schuppen reparieren und so den Kontakt zu Reggie wiederherstellen. Am Ende übergibt Robert in der Hoffnung, so seinen Teil zur Weltrettung beitragen zu können, den beiden sein Auto.
Sara, Mike und Andrea, die sich nun im Auto ebenfalls Richtung Ecuador befinden, suchen in der Hoffnung dort Medikamente zu finden ein Leichenhaus auf. Kurz danach meldet sich Reggie bei Jill und gibt zu, dass er sich verrechnet habe und die zweite Eiswand sich schon bald ereignet. Wenig später eilt der Polarwirbel über ihn hinweg und er wird eingefroren. Sara, Mike und Andrea versuchen, Schutz in den Kühlzellen zu suchen, allerdings ist Mike in seinem Zustand nicht in der Lage, die Tür zu schließen. Daher begibt sich Andrea wieder aus ihrer Zelle und schließt die Tür von Mikes Zelle. Da sie nicht mehr genug Zeit hat, sich in ihre Kühlzelle zurückzubegeben, gibt sie Mike den Verlobungsring zurück und wird eingefroren. Dank der Bengalos können Mike und Sara sich nach der Kältewelle aus den Zellen befreien. Zu ihrem Pech startet der Motor ihres Autos nicht mehr, sodass sie sich zu Fuß in ein in der Nähe befindliches Krankenhaus retten. Während sie nach Medikamenten suchen, nehmen sie das Geräusch eines Helikopters wahr und machen mit dem letzten Bengalo auf sich aufmerksam.
Um schneller voranzukommen, fährt Jill auf dem zugefrorenen Meer statt auf der Straße. In Ufernähe fahrend muss sie unverhofft einem eingefrorenen Schiff ausweichen. Deswegen gerät sie im Eismeer auf zu dünnes Eis. Bevor das Auto einbricht, können sich Jill und Oscar aus dem Fahrzeug retten. Sie setzen die Reise zu Fuß fort. Oscar gesteht Jill, dass er vom Virus befallen wurde. Jill, die als Versuchskaninchen für den Impfstoff herhielt und daher immun ist, opfert etwas vom Impfstoff, um ihn zu retten. Nach einem beschwerlichen Marsch durch Schluchten, über Berge oder zugefrorene Gewässer erreichen sie schließlich Quito, die Hauptstadt Ecuadors. Dort schaffen sie es, den Impfstoff zu reproduzieren und verimpfen ihn an Patienten. Zu Jills Glück stoßen auch ihre Geschwister Sara und Mike lebend dazu.

## Hintergrund
Als Vorbild diente die COVID-19-Pandemie, die sich ab Ende 2019 aus China über die ganze Welt verbreitete und Millionen Todesopfer forderte. Gedreht wurde in den Central City Studio in Los Angeles mit einem geschätzten Budget von 1 Mio. US-Dollar.

## Rezeption
„Katastrophenfilm im "Asylum"-Stil, der diesmal nicht nur Hollywood-Vorbilder, sondern auch die Corona-Pandemie ausschlachtet.“

„Ambitioniert, aber letztlich nur wenig originell.“

Auf Rotten Tomatoes hat der Film bislang keine Kritikerbewertung. Der Anteil positiver Einschätzungen des Publikums liegt bei gerade 4 %. In der Internet Movie Database hat der Film bei über 390 Stimmenabgaben eine Wertung von 2,4 von 10,0 möglichen Sternen.